# Some Call It Magic
«Some Call It Magic» (en español: «Algunos Lo Llaman Magia») es una canción realizada por la cantante-actriz estadounidense Raven-Symoné, tomada de la segunda banda sonora de su serie That's So Raven, como primer sencillo.

## Información
En la canción Raven habla sobre que solamente su familia y sus 2 mejores amigos (Chelsea y Eddie) saben que es psíquica y que sus poderes psíquicos la meten en problemas algunas veces pero que sus amigos siempre la ayudan y están ahí para ella.
El video musical fue dirigido por Frank Sacramento, y tuvo su estreno en marzo de 2006 durante el episodio De la Sopa a las Nueces de su serie Es Tan Raven, perteneciendo éste a la cuarta temporada de dicha serie. Fue lanzado digitalmente en iTunes el 25 de abril de 2006.
En Francia, el sencillo debutó en el número 4. A partir de junio de 2007, ha vendido más de 148,000 ejemplares en ese país.

### Lista de canciones
Descarga digital
1. «Some Call It Magic

»

## Posicionamiento
| Listas (2006/2007)                   | Posición |
| ------------------------------------ | -------- |
| Radio Disney                         | 18       |
| UK Singles Chart                     | 4        |
| Francia Top 100 Singles              | 4        |
| Brasil Top 200 Singles               | 1        |
| Listas (2010-2012)                   | Posición |
| iTunes Australia Música Infantil     | 41       |
| iTunes Bélgica Soundtracks Songs     | 44       |
| iTunes Italia Soundtracks Songs      | 53       |
| iTunes Nueva Zelanda Música Infantil | 66       |